# Colin Milne
Colin Milne (Aberdeen, 1743 - 2 de octubre de 1815), fue un sacerdote, botánico británico. Fue educado en "Marischal College", con la supervisión de su tío el Dr. Campbell, y después recibió el grado de Doctor en Derecho de la universidad.
Se trasladó a Edimburgo, y se convirtió en tutor de Lord Algernon Percy, el segundo hijo de Hugh Smithson, luego Percy, duque de Northumberland. Tomó las órdenes anglicanas, y pronto fue predicador. Fue nombrado predicador vespertino de la ciudad de Londres, en el Hospital, profesor de la Antigua y Nueva Iglesia, en Deptford, y posteriormente rector de la capilla del Norte, cerca de Petworth, Sussex. Continuó, sin embargo, residiendo en Deptford, donde en 1783 fundó el "Dispensario de Kent", hoy "Miller Hospital", Greenwich.
Fue un prominente promotor de la "Royal Humane Society", y varias veces predicó el sermón en el aniversario de la sociedad. Como botánico, fue elegido para predicar el sermón de Fairchild, y los sermones que pronunció ante la "Gran Logia de Masones" y en las audiencias Maidstone, donde incluso también se imprimieron.
Falleció en Deptford, el 2 de octubre de 1815.

## Algunas publicaciones
- ‘A Botanical Dictionary, or Elements of Systematic and Philosophical Botany’ 1770, 8.º, dedicado al Duque de Northumberland, 2.ª ed. 1778, 3.ª ed. 1805. 715 pp. En línea
- ‘Institutes of Botany, a Translation of the Genera Plantarum of Linnæus’ parte i. 1771, 4.º, parte ii. 1772, no completado. En línea
- ‘Sermons’ 1780, 8.º.
- En conjunto con Alexander Gordon (M.D. de Aberdeen, ‘lector de botánica en Londres,’ hijo de James Gordon, el criador de Mile End, y corresponsal de Linnæus), ‘Indigenous Botany … the result of several Botanical Excursions chiefly in Kent, Middlesex, and the adjacent Counties in 1790, 1791, and 1793’ vol. i. 1793, 8.º.

## Eponimia
Géneros
- (Meliaceae) Milnea Roxb.[4]
- (Myrsinaceae) Milnea Raf.[5]

Especies
- (Amaranthaceae) Pandiaka milnei Suess. & Overk.[6]
- (Asclepiadaceae) Dischidia milnei Hemsl.[7]
- (Aspleniaceae) Asplenium milnei Carruth.[8]
- (Asteraceae) Angianthus milnei Benth.[9]
- (Asteraceae) Styloncerus milnei (Benth.) Kuntze[10]
- (Blechnaceae) Blechnum milnei (Carruth.) C.Chr.[11]
- (Convolvulaceae) Ipomoea milnei Verdc.[12]
- (Cyatheaceae) Alsophila milnei (Hook.f.) R.M.Tryon[13]
- (Cyperaceae) Baumea milnei (C.B.Clarke) S.T.Blake[14]
- (Cyperaceae) Machaerina milnei (C.B.Clarke) T.Koyama[15]
- (Cyperaceae) Mariscus milnei Fernald[16]
- (Dilleniaceae) Hibbertia milnei F.Muell.[17]
- (Dryopteridaceae) Aspidium milnei Luerss.[18]
- (Dryopteridaceae) Pleocnemia milnei E.Fourn.[19]
- (Dryopteridaceae) Tectaria milnei (Hook.) Copel.[20]
- (Elaeocarpaceae) Elaeocarpus milnei Seem.[21]
- (Hymenophyllaceae) Trichomanes milnei Bosch[22]
- (Juncaginaceae) Triglochin milnei Horn[23]
- (Lamiaceae) Premna milnei Baker[24]
- (Lamiaceae) Vitex milnei W.Piep.[25]
- (Lomariopsidaceae) Elaphoglossum milnei Krajina[26]
- (Menyanthaceae) Nymphoides milnei A.Raynal[27]
- (Poaceae) Eragrostis milnei Launert ex Cope[28]
- (Polypodiaceae) Polypodium milnei Hook.[29]
- (Rubiaceae) Calycodendron milnei (A.Gray) A.C.Sm.[30]
- (Rubiaceae) Psychotria milnei K.Schum.[31]
- (Urticaceae) Dendrocnide milnei (Seem.) Chew[32]